# Bernd Baron von Maydell
Bernd Baron von Maydell (* 19. Juli 1934 in Tallinn; † 3. Mai 2018 in Sankt Augustin, auch Berend F. von Maydell ) war ein deutscher Jurist und Hochschullehrer, der insbesondere als Sozialrechtler hervorgetreten ist.

## Leben
Nach der Umsiedlung von Estland in die Provinz Posen und der dortigen Schulzeit flüchtete von Maydell mit der Familie im Februar 1945 in den Westen und wurde in Hessen aufgenommen. Sein Abitur legte er 1954 an der Friedrich-Wilhelm-Schule in Eschwege ab. Das Studium der Rechtswissenschaft und der Volkswirtschaftslehre in Marburg und Berlin schlossen sich an. Die erste juristische Staatsprüfung erfolgte 1958, die Promotion an der Universität Marburg im Sommer 1960.
Danach war von Maydell wissenschaftlicher Assistent und Dozent an der Rheinischen Friedrich-Wilhelms-Universität Bonn. Die Habilitation erfolgte im Jahr 1971 für die Fächer Bürgerliches Recht, Arbeitsrecht und Recht der sozialen Sicherheit. 
1975 folgte von Maydell dem Ruf auf den Lehrstuhl für Sozialrecht an der Freien Universität Berlin, den er bis 1981 innehatte. Danach wechselte er an die Universität Bonn und wurde Ordinarius für Bürgerliches Recht, Arbeits- und Sozialrecht. Er leitete dort auch das Institut für Arbeitsrecht und Recht der sozialen Sicherheit der Universität. Von 1990 bis 1992 war er Sprecher des Graduiertenkollegs „Europäisches und internationales Wirtschaftsrecht“.
Zum Februar 1992 übernahm von Maydell die Leitung des von Hans F. Zacher gegründeten Max-Planck-Instituts für Sozialrecht und Sozialpolitik in München. Seitdem hatte er auch eine Honorarprofessur an der Universität München inne. Außerdem beriet er mittel- und osteuropäische Länder in Fragen der Sozialreform nach dem Ende des Kalten Krieges und der Auflösung des Ostblocks.
Seit seiner Emeritierung Ende Juli 2002 hatte von Maydell seine Beratertätigkeit auf internationaler Ebene fortgeführt und ausgedehnt. Außerdem wirkte er in der Expertenkommission der Bertelsmann Stiftung „Ziele in der Altenpolitik“ mit.

## Ehrungen und Auszeichnungen
- Verdienstkreuz 1. Klasse des Verdienstordens der Bundesrepublik Deutschland
- Orden des Heiligen Schatzes, Goldene Strahlen (Japan)
- Heinrich-Lünendonk-Medaille für besondere Verdienste im Bereich der Sozialversicherung
- Auswärtiges wissenschaftliches Mitglied der Polnischen Akademie der Wissenschaften, Warschau
- Offizierskreuz des Verdienstordens der Republik Polen
- Ehrendoktorwürde der Universität Danzig[6]
- Zusammenarbeitsmedaille der Estnisch Evangelisch-Lutherischen Kirche

## Schriften (Auswahl)
- Inhalt und Funktionen eines modernen Volksgruppenrechtes. Dargestellt am Anspruch der Volksgruppen auf eigene Schulen in Deutschland. Marburg, Rechts- und staatswissenschaftliche Fakultät, Diss. v. 28. Juli 1960.
- Geldschuld und Geldwert. Die Bedeutung von Änderungen des Geldwertes für die Geldschulden. Reihe Schriften des Instituts für Arbeits- und Wirtschaftsrecht der Universität zu Köln. Band 32. Zugleich: Bonn, Univ., Rechts- u. Staatswissenschaftliche Fakultät, Habilschrift. 1971/72. C. H. Beck. München. 1974. ISBN 3-406-04832-3
- zusammen mit Wolfhart Burdenski, Walter Schellhorn: Kommentar zum Sozialgesetzbuch, Allgemeiner Teil. Luchterhand. Neuwied. 1976. ISBN 3-472-12133-5
- Zusammenarbeit der Leistungsträger und ihre Beziehungen zu Dritten. GK-SGB X 3. Reihe Gemeinschaftskommentar zum Sozialgesetzbuch. Luchterhand. Neuwied. 1984. ISBN 3-472-14249-9
- zusammen mit Friederike Wütscher (Hrsg.): Enabling social Europe. Reihe Wissenschaftsethik und Technikfolgenbeurteilung. Band 26. Springer Verlag. Berlin, Heidelberg, New York. 2006. ISBN 978-3-540-29771-0
- zusammen mit Peter Axer, Franz Ruland, Ulrich Becker (Hrsg.): Sozialrechtshandbuch (SRH). 5. Auflage. Nomos-Verlag. Baden-Baden. 2012. ISBN 978-3-8329-6462-7